# Kirchdorf an der Amper
Kirchdorf an der Amper település Németországban, azon belül Bajorországban. Lakosainak száma 3303 fő (2023. december 31.). Kirchdorf an der Amper Wolfersdorf, Zolling, Freising, Kranzberg és Allershausen községekkel határos.

## Népesség
A település népessége az elmúlt években az alábbi módon változott:
| Lakosok száma | 815  | 1290 | 1616 | 1817 | 2837 | 3002 | 3107 | 3186 | 3218 | 3303 |
|               | 1875 | 1950 | 1975 | 1987 | 2012 | 2014 | 2016 | 2017 | 2021 | 2023 |